# Xenolea asiatica
Xenolea asiatica là một loài bọ cánh cứng trong họ Cerambycidae.